# Amleset Muchie
Amleset Muchie (tiếng Amhara: አምለሰት ሙጪ) là một người mẫu, diễn viên và nhà làm phim người Ethiopia.

## Cuộc sống cá nhân
Amleset được sinh ra ở Ethiopia vào năm 1987 Cô đã học làm phim tại Học viện Điện ảnh New York và làm báo ở Đại học Unity.
Năm 2012, Amleset kết hôn với ca sĩ người Ethiopia Teddy Afro tại Nhà thờ Holy Trinity ở Addis Ababa. Họ có hai con với nhau.

## Sự nghiệp
Amleset là người chiến thắng trong cuộc thi Hoa hậu Đại học 2004, đại diện cho Ethiopia. Cô cũng là người chiến thắng trong cuộc thi Hoa hậu Thế giới Ethiopia năm 2006. Cô học báo chí tại Đại học Unity ở Addis Ababa, Ethiopia.
Ngoài ra, Amleset là một nhà làm phim. Cô đã viết và sản xuất các bộ phim Si Le Fikir (Về tình yêu), Con nuôi và phim tài liệu Green Ethiopia.
Amleset cũng đóng vai trò là người phát ngôn cho các sản phẩm sữa Etete ở Ethiopia. Cô ấy thẳng thắn về các vấn đề môi trường phải đối mặt với Ethiopia.
Amleset đã tham gia 5k phụ nữ đầu tiênWomen First 5k của UN 2018 diễn ra vào ngày 11 tháng 3 năm 2018, tại Addis Ababa, Ethiopia. Cô đã chiến thắng cuộc đua Icon Woman trong thời gian 25,25.

## Đóng phim

### Phim ảnh
| Năm  | Tựa đề                 | Vai trò                    | Ghi chú   |
| ---- | ---------------------- | -------------------------- | --------- |
|      | Si Le Fikir            | Nữ diễn viên, nhà sản xuất |           |
| 2016 | Con nuôi               | Nhà sản xuất               | Phim ngắn |
|      | Yefelegal              | Nữ diễn viên               |           |
| 2017 | Kết thúc Keld (እንደ ቀል) | Nữ diễn viên               |           |

### Phim tài liệu
| Năm  | Tựa đề          | Vai trò                              | Ghi chú    |
| ---- | --------------- | ------------------------------------ | ---------- |
| 2016 | Màu xanh lá cây | Người dẫn chương trình, nhà sản xuất | Môi trường |